# Argyrosomus amoyensis
Argyrosomus amoyensis är en fiskart som först beskrevs av Bleeker, 1863.  Argyrosomus amoyensis ingår i släktet Argyrosomus och familjen havsgösfiskar. Inga underarter finns listade i Catalogue of Life.